# Bahnhof Leoben Donawitz
Der Bahnhof Leoben Donawitz ist ein Güterbahnhof in der steirischen Stadt Leoben.
Er ist Ausgangs- und Zielbahnhof zahlreicher Güterzüge, national wie international.

## Verkehr
Der Bahnhof Leoben Donawitz ist das Portal des Hüttenwerk Donawitz zum europäischen Schienennetz. Das Werk ist seit dem Jahre 1973 Teil der Voestalpine und heute Standort der voestalpine Stahl Donawitz GmbH, voestalpine Schienen GmbH sowie der voestalpine Austria Draht GmbH.
Tausende Tonnen Kohle und Eisenerz erreichen den Bahnhof täglich. Züge beladen mit den verschiedensten Stahlsorten, Draht, Brammen, Rohren und mehr laufen von hier rund um die Uhr in Richtung Wien, Graz, Villach und Linz bzw. weiter in andere Länder und zu den Häfen Koper und Triest aus.
Verschubarbeiten werden von Lokomotiven der Reihe 2068 durchgeführt.
Donawitz liegt an der zu einem großen Teil stillgelegten bzw. nur noch museal genutzten Erzbergbahn. Der nur einige Kilometer lange Abschnitt Leoben Hauptbahnhof – Leoben Donawitz bildet den letzten Teil der Strecke, auf dem noch reger Zugverkehr herrscht. Lediglich im Norden  auf der anderen Seite des Präbichl wird der Abschnitt von Hieflau bis Eisenerz noch von einigen Erzzügen befahren. Auf dem rund fünf Kilometer langen Teil von Leoben Donawitz bis Trofaiach ist mehrmals wöchentlich ein Kesselzug unterwegs.

## Anlagen
Der Bahnhof verfügt über neun Hauptgleise, dazu Nebengleise, 12 Hauptsignale und mehr als 70 Weichen. Die maximale Gesamtzuglänge für beginnende und endende Güterzüge beträgt 528 m.
Die beiden Stellwerksgebäude wurde im Zuge der Fernsteuerung des Bahnhofes im Jahr 2022 abgerissen.
Sämtliche Gleisanschlüsse führen in die Hallen der Voestalpine. Handverschub sowie Verschub mit Kraftfahrzeugen als auch Abstoßen und Abrollen ist im Bahnhof Leoben Donawitz verboten.

## Modernisierung
Im Jahr 2022 wurde die Leit- und Sicherungstechnik des Bahnhofes auf den neusten Stand gebracht und die gesamte Betriebsstelle in die Betriebsführungszentrale Villach Hbf eingebunden.